# Torcidas organizadas do Botafogo de Futebol e Regatas

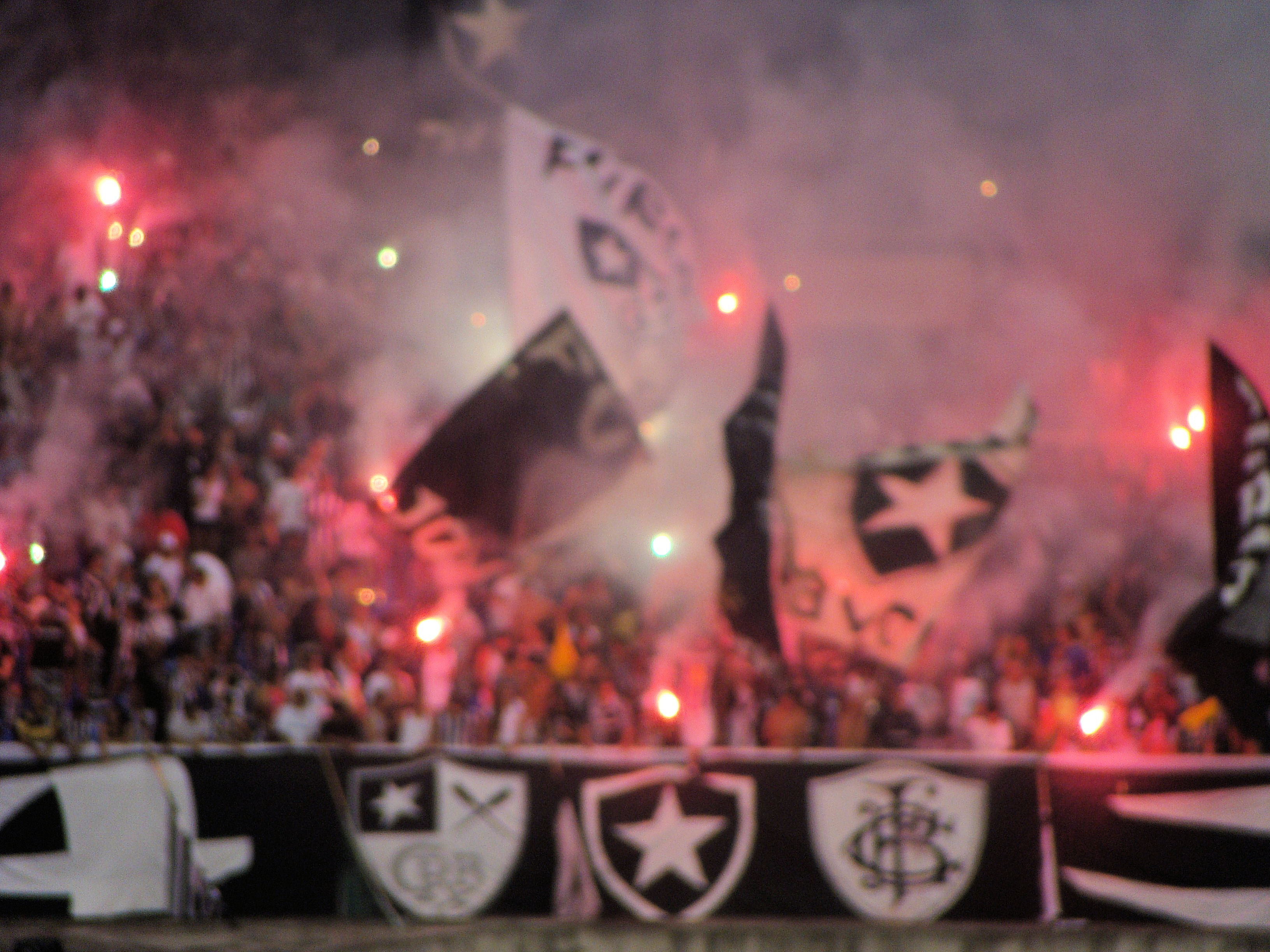
Torcida Organizada recebendo o Botafogo no Nilton Santos

Este artigo reúne a relação de torcidas organizadas do Botafogo de Futebol e Regatas. Entre elas se encontram torcidas e movimentos extintos ou ainda existentes. Aqui, estão também movimentos políticos e culturais organizados pelos adeptos do clube.  

## Em atividade
- Fogoró - Fundada em 2012 como uma dissidência da Botachopp. Seu lema é Apoio Incondicional, Transparência e Independência. Na arquibancada, localiza-se no setor Norte do Estádio Nilton Santos.[1]
- Botachopp - Criada no dia 6 de julho de 2003, na cidade do Rio de Janeiro, através de um bate-papo entre amigos pela internet. Se tornou uma torcida mais 'família' para aqueles que queriam se divertir em torcidas organizadas sem enfrentar confusões. Tem sua sede localizada entre as ruas José dos Reis e Das Oficinas, nos entornos do Estádio Nilton Santos.[2]
- Torcida jovem do Botafogo (TJB) - Foi fundada em 9 de setembro de 1969. Rapidamente a torcida conseguiu um enorme número de componentes. Com o lema "Sempre onde o Botafogo Estiver", acompanhou a todo momento o clube no período que ficou sem vencer títulos. Nos anos 80, a torcida chegou ao posto de Maior Torcida Jovem do Brasil. Durante os anos 90, sob a gestão de Roberto Alves, a torcida imperou no cenário nacional. Dentre os fatos, chegou a reformar a sede de General Severiano e patrocinar o time de futsal feminino do clube. Em 2001, houve uma redução brusca da torcida, fato que ocorreu por causa da criação da Fúria Jovem. Desde 2008, a torcida vem se refortalecendo, com a volta de diversos esquadrões históricos, como o Esquadrão Baixada, e, desde que voltou de punição, em 2017, a torcida tem cada vez mais voltando ao cenário alvinegro.
- Fúria Jovem do Botafogo (FJB) - Fundada em 21 de junho de 2001, já nasceu como maior torcida organizada, após uma dissidência da Torcida Jovem que já vinha em “crise” desde o final dos anos 90. Foi fundada sob o lema de "Por Amor ao Botafogo", rapidamente tornou-se a principal e maior organizada do clube, o que até hoje, 20 anos depois, continua sendo além da maior, a mais conhecida torcida do clube.
- Resistência Popular Alvinegra - Fundado em 2009 pelo ex-presidente da TJB Edson Gessário, o Edinho. Concentram-se no setor Norte do Estádio Nilton Santos.
- Loucos Pelo Botafogo - Fundada em 22/02/2006, sob o nome de Movimento popular Loucos pelo Botafogo, época em que levava apenas uma faixa com os dizeres Paixão e Loucura, seu estilo de torcida é parecido com o de barra-brava argentina, porém, sem a ideologia de brigas - que constantemente é visto em grande parte das outras torcidas organizadas do Brasil - e por ter materiais próprios, sócios e divisão hierárquica, visto que, em barras argentinas, os integrantes são independentes.
- Folgada - Refundada por Heitor Lins, amigo do Saudoso Russão, fundador da Folgada do Russão.

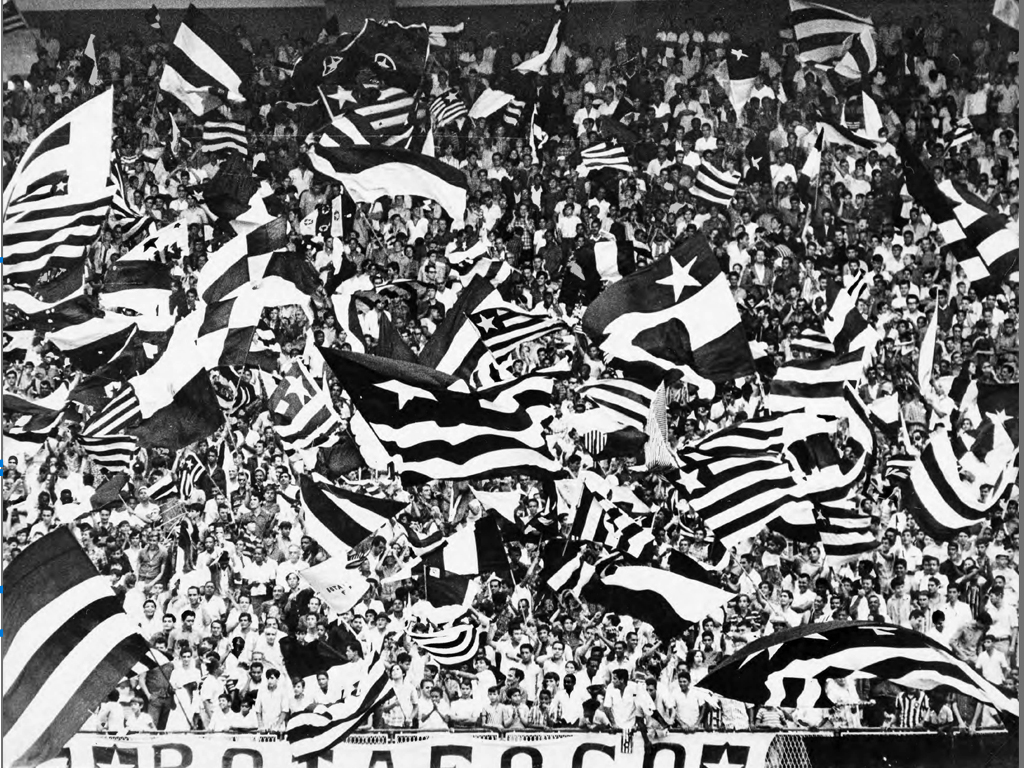
Bandeiras Botafoguenses nos anos 60

- Fogo Show
- Ostrafogo - Rio das Ostras RJ
- Niterói-FogoBandeiras Botafoguenses nos anos 60

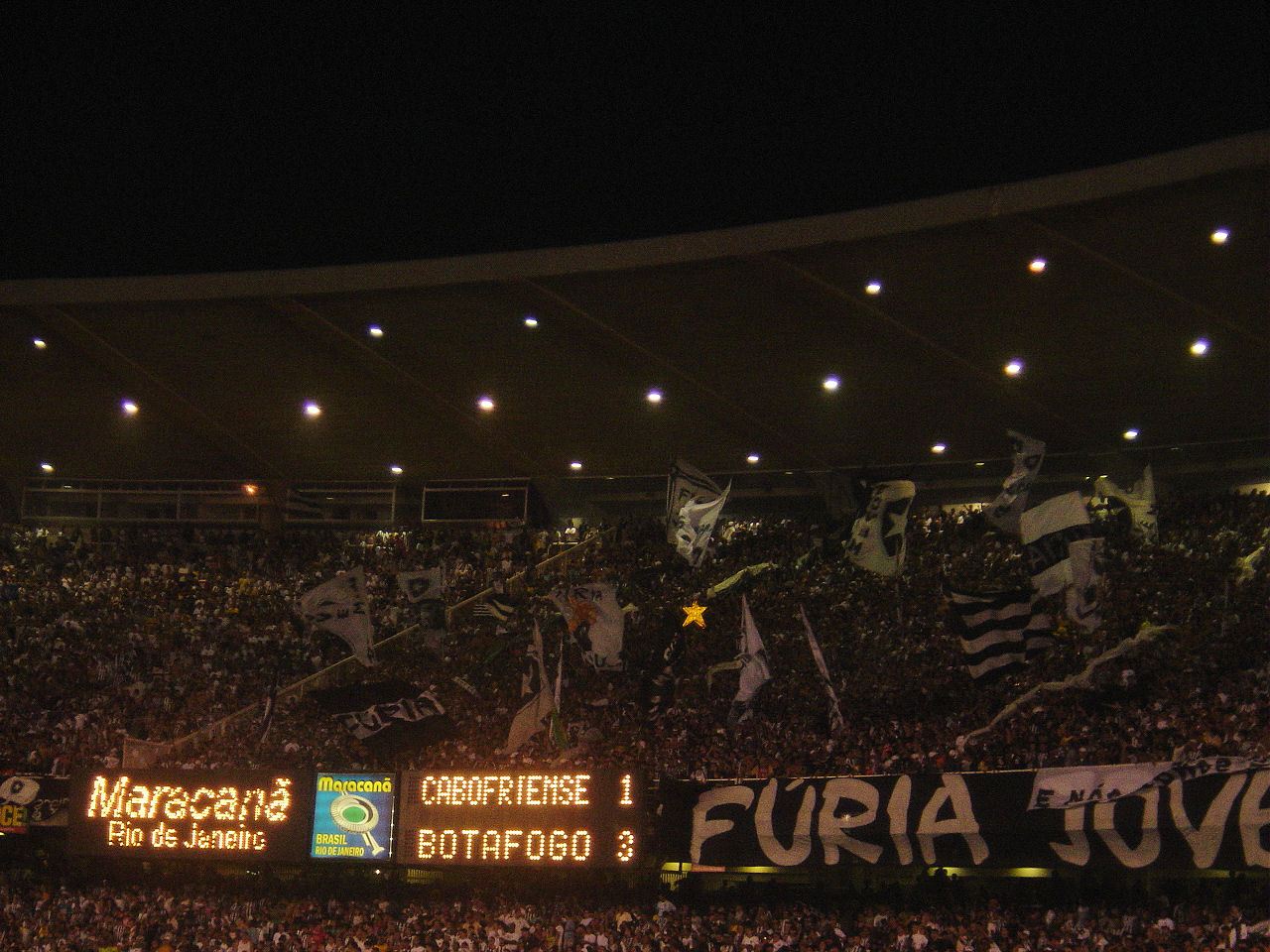
Fúria Jovem do Botafogo

### Fora do Estado do Rio de Janeiro
- Fogo Horizonte - Torcida que desde 2004 reúne adeptos moradores de Belo Horizonte, capital de Minas Gerais.
- Amapafogo (Associação Amapaense de Torcedores do Botafogo) - Torcida que reúne adeptos moradores do Amapá, na região norte do Brasil.

- Fogo da Capital - Fundada em 2018, na Capital do país, sendo uma estrela oficial do projeto "Constelação Alvinegra". Como principal objetivo, busca reunir Botafoguenses em Brasília - DF.
- Recifogo - Torcida criada no dia 23 de fevereiro de 2012, por botafoguenses do estado de Pernambuco.
- Torcida do Ricão - Torcida criada em janeiro de 2001 e que atua no Estado da Paraíba.

- Fogoianos (GO)
- Torcida Botafogo Belém - TBB
- Botafoguenses do RS
- FogoAju - Torcida FogoAju - Aracaju SE
- Fogo Eterno - Sergipe
- Natalfogo - Natal (RN)
- UberFogo - Torcida Botafoguense da cidade de Uberaba, Uberlândia e toda a região do Triângulo Mineiro e Alto Paranaíba.
- Piauí é Fogo
- SoteroFogo - Botafoguenses de Salvador
- Confraria do Botafogo - Torcida Botafoguense de Maceió
- Marafogo - Torcedores no Maranhão, organizam caravanas para outros estados
- Pantanal Fogo - Torcida do Mato Grosso
- Torcida capixaba do Botafogo (ES)
- SampaFogo - Grupo de botafoguenses apaixonados que tem como objetivo unir os torcedores, moradores ou não da Grande São Paulo.

### Fora do Brasil
- ArgenFogo - Grupo de torcedores alvinegros na Argentina
- CaliFogo - Grupo de Torcedores da Califória (EUA)
- Botafogo USA
- SanFrancisFogo - Botafoguenses de São Francisco (EUA)
- Los Fogos - Botafoguenses de Los Angeles (EUA)
- MassFogo -  Grupo de torcedores alvinegros em Massachusetts (EUA)
- SeatleFogo -  Grupo de torcedores alvinegros em Seattle (EUA)

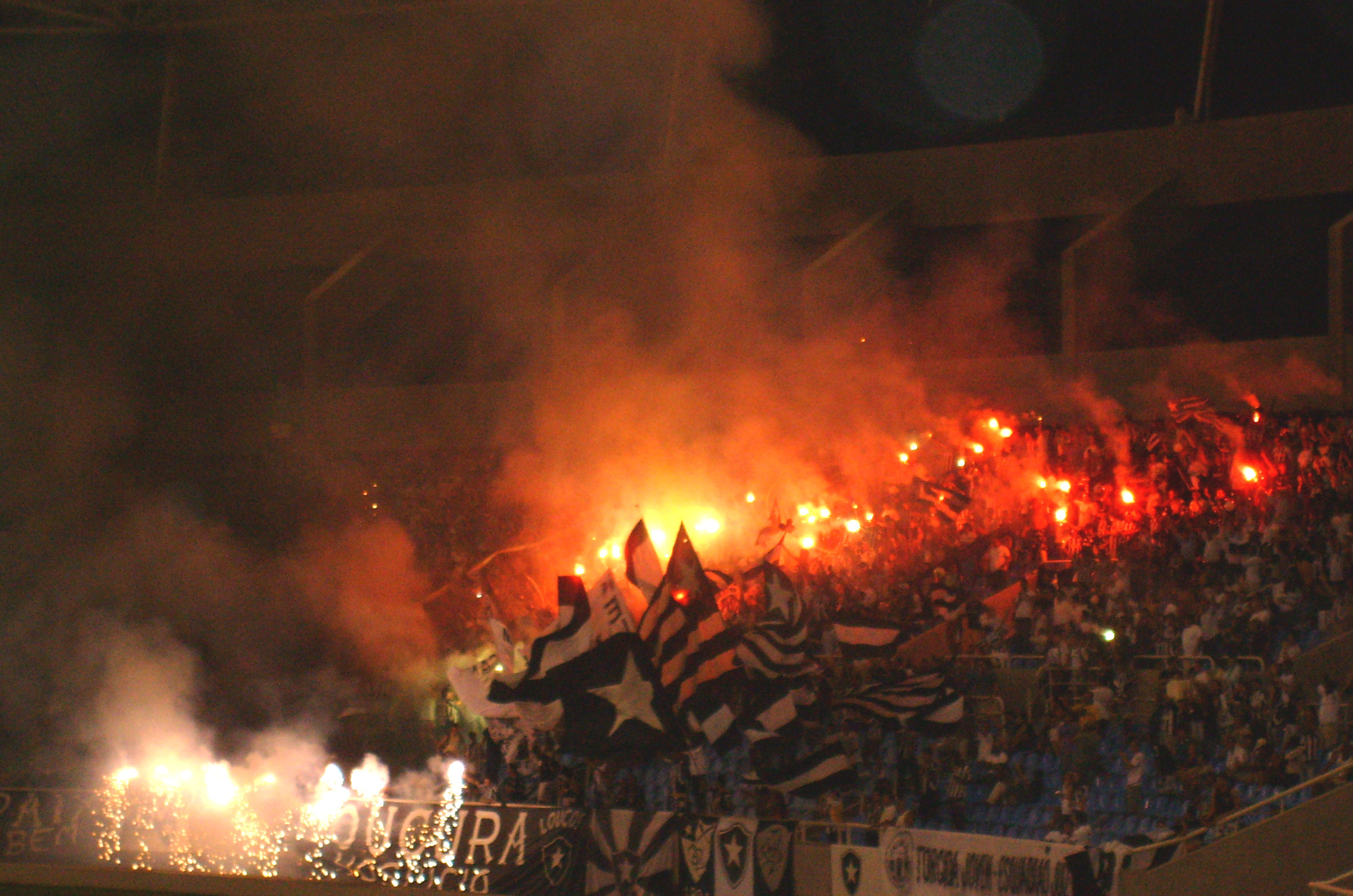
Loucos pelo Botafogo

## Extintas
- Torcida Organizada do Botafogo (TOB) - A primeira torcida do clube, fundada em 1957 e liderada pelo lendário Tarzan. Perdeu forças anos 70 com a criação da Torcida Jovem do Botafogo em 1969.
- Fogonçalo - Era composta por moradores de São Gonçalo e adjacências.
- Mancha Alvinegra - Foi fundada em 1986 e teve grande destaque. Encerrou suas atividades em 1993. Voltou as atividades em 2009 sob o nome de Movimento Mancha Alvinegra, mas logo depois saiu de cena.
- Copa-Fogo - Era formada por torcedores do bairro de Copacabana, deu origem à torcida Loucos pelo Botafogo em seus primórdios.
- DuqueCaxiFogo
- Beija Fogo
- Bionifogo (Anos 70)
- Fogolaço (Anos 70)
- Meier-Fogo (Anos 70)
- Igual-Fogo (Anos 70)
- Fogol
- FogoPenha
- Charanga Alvinegra
- Garra-Fogo
- Folgada do Russão - Torcida liderada pelo famoso Russão. Existiu dessa forma até os anos 2000, e foi refundada sob o nome de Folgada.
- Força Independente - Fundada em 86, e durou até o início dos anos 90
- Raça Alvi-Negra
- Águias Alvinegras (Anos 70)
- Fogo Livre (Anos 70)
- Unifogo
- Garra Alvinegra
- Vibração Alvinegra
- Wonder-Fogo
- Show-Fogo
- Império Alvinegro
- Mauá Fogo
- Mentorfogo
- Fogoponte
- Uni-Meriti Fogo
- Garra Alvinegra
- Lins Fogo
- Santafogo
- Botafogo Itaguaí
- Paracambi Fogo
- Força Unida
- Serra Fogo
- Fogosul (RS)
- Torcida Camisa 7 - Existiu apenas em 1995, quando o Botafogo sagrou-se campeão Brasileiro. O nome vem da quantidade de craques de vestiram a camisa sete alvinegra, passando por Mané Garrincha, representado em bandeiras da torcida, até Túlio Maravilha, artilheiro daquela temporada e símbolo da conquista.
- Torcida Vanguarda - Esteve ativa até 2006
- Torcida Estrela Solitária - Com o Seu Madruga como simbolo, foi fundada em 2003, mas foi extinta em meados de 2006
- Torcida Fogospel - Formada por evangélicos, ficou brevemente na arquibancada no ano de 2012.
- Reação Alvinegra - Torcida alvinegra fundada na zona oeste do rio de janeiro, em Padre Miguel, onde os fundadores também criaram um time de pelada do mesmo nome da torcida e disputavam campeonatos no CREIB. O nome vem do do jejum de títulos do clube, e a torcida acreditava em uma reação alvinegra nesse final da década de 80, que acabou acontecendo em 1989.
- Sepefogo
- Famíla Alvinegra
- T-1000 (DF)

## Outros movimentos
- Movimento Ninguém Ama Como A Gente - Coletivo de torcedores especializado na organização de festas e ações relacionadas a eventos esportivos e ações nas arquibancadas. Criado em 2017, sem vínculo com torcidas organizadas, o grupo acumula mais de 30 festas produzidas. Entre organizadores, criadores, administradores e voluntários, são pelo menos 40 pessoas envolvidas. De caráter exclusivamente popular, as mobilizações são custeadas pela torcida através de campanhas de arrecadação na internet, e os materiais são organizados pela própra torcida do Botafogo nos dias de jogos.
- Botafogo AntiFascista - Coletivo popular de torcedores Antifa que sob o lema "Futebol para o povo" tenta manter o lado popular e democratizar o acesso aos estádios. O Botafogo Antifascista leva, desde 2023, torcedores de baixa renda para as partidas do Glorioso como mandante.
- MITOB - Movimento político, social e cultural feito por um grupo de torcedores do Botafogo em nome do coletivo em geral. O nome é: Movimento Independente de Torcedores do Botafogo. Não são uma Torcida Organizada.

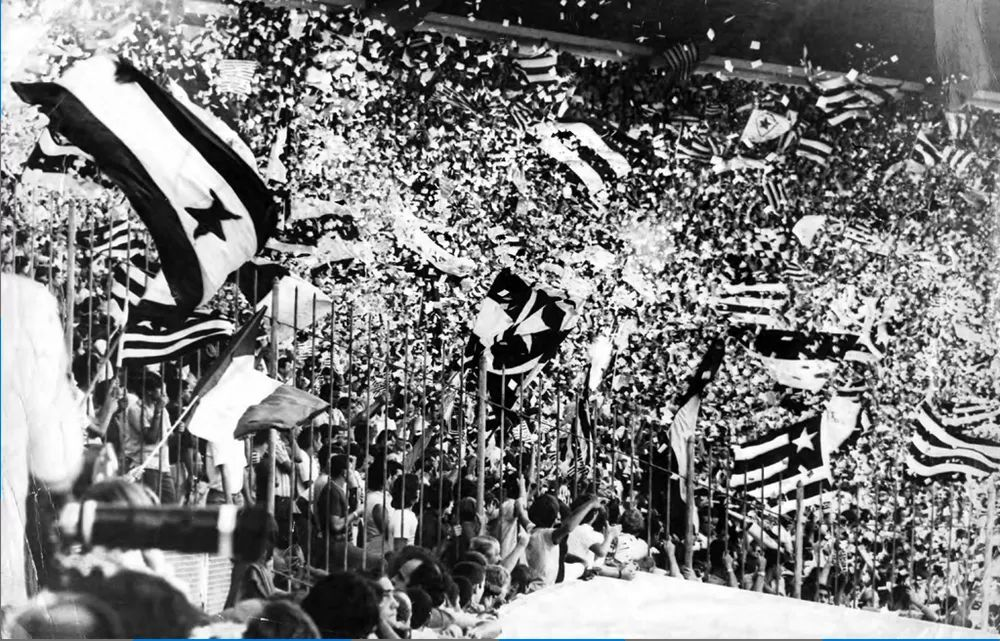
Bandeiras e papel picado sempre caracterizaram as festas do Botafogo

- Bandeiras e papel picado sempre caracterizaram as festas do BotafogoGeral Alvinegra - Torcida formada por amigos Botafoguenses de Salvador em 2007. Os integrantes se reúnem em um Bar para assitir jogos do Fogão. A torcida já possui camisa e faixa.
- Black Hell - Formado em dezembro/2009, ano em que realizou festas memoráveis, como contra o Palmeiras, no ultimo jogo do brasileirão. Um grupo de torcedores do Botafogo, resolveu se juntar e criar um Grupo de Festas, cujo nome é Black Hell (Inferno Alvinegro). O nome Black Hell e seu conceito foram inspirados nas festas realizadas pelas torcidas da Grécia e Turquia, e posteriormente, da torcida do Coritiba. Seu slogan é "Onde há fumaça, há fogo!". Seu símbolo é o Engenhão pegando fogo.
- Alvi Girls
- Guerreiras Alvinegras